# Rhodostrophia rubrifasciata
Rhodostrophia rubrifasciata är en fjärilsart som beskrevs av Hüfnagel 1767. Rhodostrophia rubrifasciata ingår i släktet Rhodostrophia och familjen mätare. Inga underarter finns listade.